# Kumkiejmy
Kumkiejmy (niem. Kumkeim) – wieś w Polsce, położona w województwie warmińsko-mazurskim, w powiecie bartoszyckim, w gminie Górowo Iławeckie. 
W latach 1975–1998 wieś administracyjnie należała do województwa olsztyńskiego.
Wieś wymieniana w dokumentach w roku 1437 jako wieś pruska pod nazwą Comekaym. W czasie wojny trzynastoletniej Kumkiejmy były mocno zniszczone i się wyludniły. Powtórnie wieś była zasiedlana w XVI wieku osadnikami głównie (lub wyłącznie) polskimi. Szkoła istniała już w XVIII w. 
W 1935 r. w szkole zatrudnionych było dwóch nauczycieli i uczęszczało 74 uczniów. W 1939 r. we wsi mieszkało 388 osób.
W 1983 roku było 81 mieszkańców. We wsi było 13 domów (20 gospodarstw domowych) a ulice miały elektryczne oświetlenie. W tym czasie w Kumkiejmach było 19 indywidualnych gospodarstw rolnych, gospodarujących na 213 ha. We wsi była świetlica i punkt biblioteczny.